# American Surety Building
Das American Surety Building, auch Tokyo Bank Building oder 100 Broadway, ist ein 26-stöckiges Hochhaus in Manhattan in New York City. Es befindet sich am 100 Broadway und ist eines der einflussreichsten Hochhäuser in Manhattan. 1997 wurde es von der Landmarks Preservation Commission unter Denkmalschutz gestellt.

## Beschreibung
Das Gebäude ist auf einem trapezförmigen Grundstück errichtet, mit einer dreistöckigen Basis, einem zwölfstöckigen, schlanken Körper und einem sechsstöckigen Abschluss. Die vierte und die 15. Etage sind individuell verziert. Die Basis verfügt über einen eleganten Eingangsbereich mit ionischen Säulen und dekorativen Figuren. Das Gebäude gilt Fachleuten als Meilenstein in der Evolution des Wolkenkratzerbaus in Manhattan. Es wurde von 1894 bis 1896 nach den Plänen des renommierten Architekten Bruce Prince erbaut. Es war zugleich sein erstes und wichtigstes sowie innovativstes Gebäude, welches maßgebliche Akzente in Bezug auf Design und Baumaterial setzen sollte. In der Nachhaltigkeit hat das Hochhaus die LEED Silber-Zertifizierung erhalten.

## Geschichte

### Aufstieg des Finanz- und Versicherungsdistrikts
Als New York um die Mitte des 19. Jahrhunderts die wichtigste Stadt im Finanzwesen der Vereinigten Staaten wurde zogen die meisten Banken und Versicherungen von der Wall Street weiter nördlich an neue größere Gebäude in der Broad Street oder dem Broadway. Diese Gebäude wurden allgemein auch als Paläste bezeichnet, wegen ihrer Renaissance-inspirierten und reich dekorierten Bauweise und ihrer beschaulichen Höhe von gerade einmal 20 Metern. Das erste Gebäude, welches diese Tradition brechen sollte, war das Equitable Building, 1870 erbaut gilt es als einer der ersten Wolkenkratzer der Welt. Das Gebäude ist 1912 abgebrannt, es war mit einer Höhe von über 40 Metern Rekordhalter bei seiner Errichtung. Des Weiteren schuf es Maßstäbe mit Personenfahrstühlen und feuerfesten Wänden.
Bis ins Jahr 1875 hinein hatte New York zwei weitere Wolkenkratzer hinzu bekommen, das New York Tribune Building sowie das Western Union Telegraph Building, mit einer Höhe von jeweils über 70 Metern eine damalige Sensation. Nach der Überwindung der Finanzkrise von 1873 wurden viele kleinere Gebäude durch höhere und mit Fahrstühlen ausgestattete Hochhäuser ersetzt.

### Der Bau des American Surety Company Buildings
Die meisten dieser Hochhäuser wurden von großen Banken und Versicherungen in Auftrag gegeben, sie sollten durch ihre Höhe und Gestaltung zum einen den funktionellen Nutzen von Lager und Büroraum erfüllen aber auch nach außen die Größe und Macht des Unternehmens repräsentieren.
Im Februar 1894 plante die American Surety Company eine Umquartierung ihres Unternehmenssitzes. Während sie vorher im Guernsey Building am 160 Broadway beheimatet waren, gaben sie bekannt, das Grundstück der ehemaligen Continental Life Insurance Company’s an der Ecke Broadway und Pine Street erworben zu haben. Bereits die New York Times kommentierte im Vorfeld, dass das Surety Building seine Umgebung in den Schatten stellen würde. Vor allem wurde hier eine Rivalität mit dem benachbarten Manhattan Life Building, das 1965 abgerissen wurde, hergestellt.

### Erweiterungen und Aufschwung
Zwischen 1920 und 1922 wurde das Gebäude um vier Einheiten erweitert, jeweils vier am Broadway und vier an der Pine Street. Des Weiteren wurden zwei Penthouse Etagen aufgesetzt. Geleitet und entworfen wurden diese Erweiterungen vom New Yorker Architekten Herman Lee Meader, der die Erweiterungen so nah wie möglich am Original halten wollte.
Mit dem Bezug des neuen Gebäudes  wuchs auch die American Surety Company. 1898 beschäftigte sie 1200 Versicherungsagenten, das Management wurde direkt aus der Zentrale am Broadway geleitet. 1963 ging das Unternehmen in die TransAmerica Insurance Company of California über.